# Безнадёга (фильм)
«Безнадёга» (англ. Desperation) — телефильм, экранизация романа Стивена Кинга «Безнадёга».

## Сюжет
В маленьком городке с названием Безнадёга происходят странные вещи. Кэмпер с семьёй Карверов останавливает здоровенный коп по имени Колли Энтрегьян и обманом увозит всех в полицейский участок. Затем он сталкивает маленькую девочку Кирстен Карвер по прозвищу Пирожок с лестницы так, что девочка сворачивает себе шею и погибает. А остальных сажает по разным камерам в полицейском участке.
Супружеская пара Мэри и Питер Джексоны проезжают мимо городка, их останавливает Колли и находит у них пакет с марихуаной. Колли убивает Питера, а Мэри сажает в камеру.
Вернувшись на шоссе за новым уловом, Колли застаёт известного писателя Джона Маринвилла, путешествующего по стране на «Харлей-Дэвидсон», за справлением малой нужды неподалёку от шоссе. Колли подбрасывает писателю «травку», отобранную у Джексонов, и собирается везти в участок, но Джонни удаётся по мобильному телефону связаться со своим сопровождающим Стивом, который в это время едет по тому же самому шоссе на несколько миль позади Джонни. Пока Колли вёз писателя, Джонни заметил, что полицейский весь в крови, кровь сочилась из всех его пор, и Джонни подумал, что Колли осталось жить немного. Писатель также заметил, что полицейский время от времени повторяет странное слово «Тэк».
Вернувшись с последним уловом, Колли забирает Эллен Карвер, мать мальчика Дэвида и девочки Кирстен (теперь уже покойной), и увозит её в неизвестном направлении, оставив своих подопечных на койота. Но набожному подростку Дэвиду удаётся выбраться из камеры. Помолившись Богу, Дэвид раздевается догола, хорошенько намыливается мылом и протискивается сквозь прутья клетки, пока Джонни отвлекает койота своей курткой. Выбравшись из камеры, Дэвид идёт в соседнее с участком здание и обнаруживает там мёртвых людей, висящих на крюках. Затем Дэвид находит труп начальника полиции городка. Мальчик вытаскивает из его кобуры пистолет, проверяет наличие зарядов и возвращается в участок. Он убивает койота и освобождает остальных. И теперь этим людям предстоит решить, как поступить дальше.

## В ролях
| Актёр           | Роль                     |
| --------------- | ------------------------ |
| Том Скерритт    | Джонни Маринвилл         |
| Рон Перлман     | Колли Энтрегьян          |
| Стивен Уэбер    | Стив Эмес                |
| Аннабет Гиш     | Мэри Джексон             |
| Чарльз Дёрнинг  | Том Биллингсли           |
| Шэйн Хабуча     | Дэвид Карвер             |
| Мэтт Фрюэр      | Ральф Карвер             |
| Келли Овертон   | Синтия Смит              |
| Генри Томас     | Питер Джексон            |
| Сильва Келиджин | Эллен Карвер             |
| Сэмми Ханратти  | Кирстен «Пирожок» Карвер |